# Catherine Ferland
Catherine Ferland est docteure en histoire, autrice et spécialiste d’histoire culturelle et alimentaire du Québec. Elle est également la présidente des Services Vita Hominis, un service de réalisation clé-en-main de biographies de particuliers et d'entreprises. En 2018, elle fonde, à la suite d'une riposte scientifique lancé l'année précédente aux Fêtes de la Nouvelle-France, les Rendez-vous d'histoire de Québec, un festival d'histoire ayant cours dans la Ville de Québec chaque été. Elle a assumé la fonction de directrice générale de 2020 à 2024.

### Jeunesse
Catherine Ferland a publié quelques livres documentaires jeunesse aux éditions Auzou, soit Quinze femmes qui ont fait l’histoire du Québec,,,,,,,, paru en 2021 et illustré par l'artiste Constance Harvey, et Quinze destins incroyables de l’histoire du Québec,, paru en 2023 et illustré par l'artiste Marilyne Houde. Un autre titre sortira au printemps 2025.
Elle est aussi l'autrice d'une saga historique jeunesse, «Les filles de Guillemette», dont les deux premiers tomes sont parus en 2024 aux éditions Méga.

### Monographies et essais
Le plus récent ouvrage de Catherine Ferland s'intitule 27 faits curieux sur la mort, d’hier à aujourd’hui et a été publié par Les Heures bleues en 2022,,,,. Juste avant, elle s'était intéressée à l'histoire d'une compagnie québécoise dans son livre Biscuits Leclerc. Une histoire de cœur et de pépites paru aux Éditions du Septentrion en 2020,,,. Il ne s'agissait cependant pas de la première fois qu'elle faisait confiance à cette maison d'édition de Québec. Elle l'a fait notamment en 2014 avec La Corriveau, de l’histoire à la légende (avec D. Corriveau),,, et en 2010 avec Bacchus en Canada. Boissons, buveurs et ivresses en Nouvelle-France,. Dans le cadre de publications universitaires et académiques, deux de ses ouvrages sont également parus aux Presse de l'Université Laval, soit en 2011 avec Femmes, culture et pouvoir : relectures de l’histoire au féminin, XVe – XXe siècles (avec B. Grenier),, et en 2007 avec Tabac & fumées. Regards multidisciplinaires et indisciplinés sur le tabagisme, XVe – XXe siècles,.

## Articles de revues et contributions

### Articles de revues
- « Quelque longue que soit l’absence » : procurations et pouvoir féminin à Québec au XVIIIe siècle dans Clio Femmes, 2013[38]
- Mémoires tabagiques. L'usage du tabac, du XVe siècle à nos jours dans Drogues, santé et société, 2007[39]
- Le nectar et l'ambroisie. La consommation des boissons alcooliques chez l'élite de la Nouvelle-France au XVIIIe siècle dans RHAF, 2005[40]
- De la bière et des hommes: Culture matérielle et aspects socioculturels de la brasserie au Canada (17e-18e siècles) dans Terrain&Travaux, 2005[41]
- La saga du vin au Canada à l’époque de la Nouvelle-France dans Anthropology of food, 2005[42]
- Du vin d'Espagne au champagne: la «carte des vins» en Nouvelle-France au XVIIIe siècle dans Revue d'histoire de la culture matérielle, 2003[43]

### Contribution à des collectifs
- « Usages du tabac au Canada, XVIe – XVIIIe siècle : la rencontre interculturelle », dans A. Notter (dir.), Chic emprise: culture, usages et sociabilités du tabac du XVIe au XVIIIe siècle, éditions La Geste, 2019[44]
- « De la table du gouverneur à la cuisine du château Frontenac. Gastronomie, distinction et représentation du pouvoir à Québec, XVIIe – XXe siècles », dans D. Nourrisson (dir.), Boire et manger : une histoire culturelle, La Diana, 2018[45]
- « La magnificence et la bonne chère. À la table de l’élite coloniale du Québec sous le Régime français (1663-1763) », dans Les accords mets-vins. Un art français, CNRS, 2017[46], p. 91-105.
- « “Kill-devil”, anisette et autres eaux ardentes. La circulation de l’eau-de-vie dans l’espace atlantique nord aux XVIIe – XVIIIe siècles », Cahiers d’histoire, vol. 26, no 1, 2006[47], p. 81-96.

## Récompenses et distinctions
Catherine Ferland est la récipiendaire de la Bourse Charles-Gagnon de l'Union des écrivaines et écrivains québécois en 2022 pour un projet d'écriture intitulé Histoire de la mort à Québec à paraître aux éditions Septentrion. Elle a également été nommée au Prix littéraire du Salon du livre du Saguenay–Lac-Saint-Jean 2022 dans la catégorie jeunesse avec son livre Quinze femmes qui ont fait l’histoire du Québec. Bien qu'il n'ait pas gagné cette récompense, ce même ouvrage aura cependant été récompensé du Prix de création littéraire 2022 dans la catégorie littérature jeunesse du Salon du livre de Québec,,,,. La Corriveau, de l’histoire à la légende subira le même sort en 2015 alors qu'il se classera finaliste au prix Jean-Éthier-Blais de la Fondation Lionel-Groulx après avoir raflé le prix littéraire « Intérêt général» au Salon du livre du Saguenay-Lac-Saint-Jean. La Corriveau, de l’histoire à la légende s'est également mérité une place de finaliste au Prix littéraires du Gouverneur Général 2014 dans la catégorie essais. En 2010, Catherine Ferland décroche la 4e place au World Cookbook Awards dans la catégorie « livres historiques » avec son livre Bacchus en Canada. Boissons, buveurs et ivresses en Nouvelle-France,. Elle est également récipiendaire du prix Guy-Frégault pour le meilleur article paru dans la Revue d’histoire de l’Amérique française en 2005 avec son article Le nectar et l'ambroisie. La consommation des boissons alcooliques chez l'élite de la Nouvelle-France au XVIIIe.

## Collaborations médiatiques
De 2012 à 2020, Catherine Ferland a signé les critiques gastronomiques du Devoir. Elle collabore également avec l'émission Aujourd'hui l'histoire de Radio-Canada,,. Elle signe mensuellement une chronique au nom de son organisation, les Rendez-vous d'histoire de Québec, dans le Journal de Québec. Elle a été la spécialiste attitrée de la série télévisée La Voie agricole, diffusée à MAtv, qui se consacre à la valorisation des terroirs québécois,,.

## Autres implications
Catherine Ferland a participé à l'édition 2016 des Tedtalks au Québec avec une conférence intitulée De l'érudition à la passion : vaincre le PhD. Elle est enseignantes invitée dans plusieurs universités du Québec,, et a donné près d'une trentaine de communications publiques lors d'événements d'envergure scientifique sur le plan provincial, national et international,,,,,.